# UU Comae Berenices

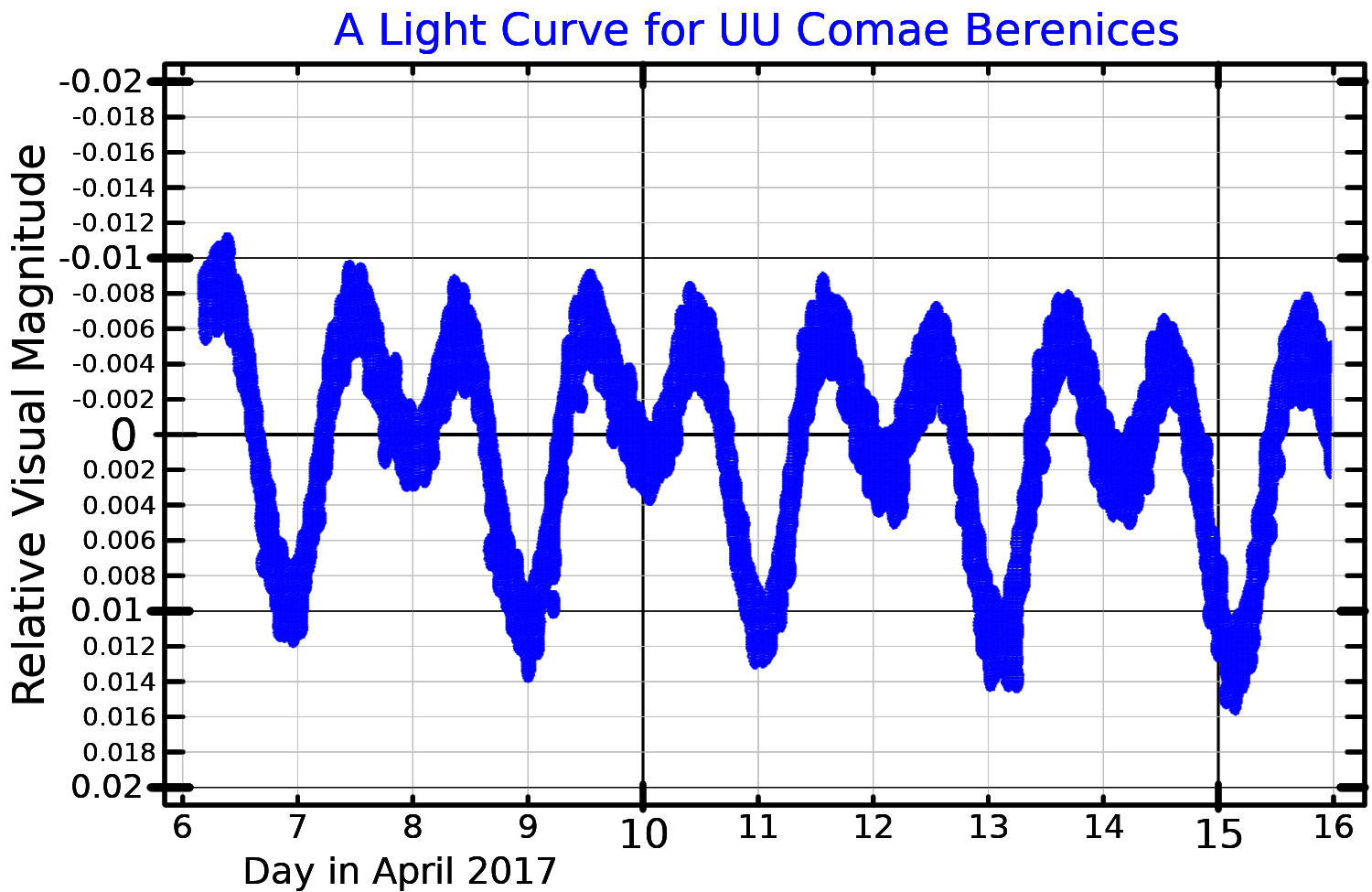
Una curva de luz en banda V para UU Comae Berenices, trazada a partir de datos de la nave espacial MOST. Adaptado de Paunzen et al., Monthly Notices of the Royal Astronomical Society.

UU Comae Berenices (UU Com / 21 Comae Berenices / HD 108945 / HR 4766) es una estrella variable en la constelación de Cabellera de Berenice.
Algunos códices antiguos apuntan a que esta estrella antiguamente recibía el título de Kissīn, una especie de hiedra, convólvulo o rosa silvestre trepadora.
De magnitud aparente media +5,44, se encuentra a 311 años luz de distancia del sistema solar.
Es miembro del Cúmulo estelar de Coma (Melotte 111).
UU Comae Berenices es una estrella clasificada como A2pv que muestra un espectro peculiar, indicado por la letra p.
En esta clase de estrellas se observan sobreabundancia de algunos elementos —estroncio en el caso de UU Comae Berenices— y campos magnéticos intensos, siendo el valor medio del campo magnético de UU Comae Berenices de 537 G.
Su temperatura efectiva es de 8750 K y tiene un radio de 3 radios solares, siendo su período de rotación de 1,92 días.
Brilla con una luminosidad 51 veces mayor que la del Sol y es 2,4 veces más masiva que éste.
Su edad se estima en 500 millones de años.
Catalogada como variable Alfa2 Canum Venaticorum y variable Delta Scuti, su brillo oscila entre magnitud +5,41 y +5,46.
Parece existir un período principal de 2,1953 días con variaciones secundarias cada 1,0256 y 0,9178 días, si bien existen discrepancias entre los distintos observadores.